# Slaget vid Mukden
Slaget vid Mukden, (japanska: 奉天会戦 Hōten kaisen), var ett slag som utkämpades under rysk-japanska kriget. Slaget stod mellan den 20 februari och den 10 mars 1905, söder om staden Mukden i södra Manchuriet. Efter tre veckors strider hade de ryska styrkorna lidit ett betydande nederlag mot de numerärt underlägsna japanerna. Segern tillät de japanska arméerna att lägga under sig större delen av Manchuriet men räckte ändå inte för att fälla något avgörande i kriget.

## Upptakten till slaget
Trots att japanerna vunnit samtliga större fältslag mot de ryska trupperna i Manchuriet hade de ännu inte uppnått en avgörande framgång. Kriget började dessutom bli allt mindre populärt i Japan vars manskapsresurser var på upphällningen. Erövringen av Port Arthur, den 2 januari, lösgjorde visserligen Nogis 3:e armé för operationer mot de kvarvarande ryska styrkorna, men situationen var fortfarande ansträngd.
Fronten i Manchuriet hade för tillfället stabiliserats vid Shahofloden, längs vilken båda arméerna hade grävt ner sig under vintermånaderna. Trots båda sidors relativa passivitet var arméledningarna febrilt upptagna med att förbereda inför kommande offensiver. Den japanske befälhavaren, fältmarskalk Iwao Oyama, planerade att genomföra ett avgörande anfall mot de ryska ställningarna så fort som 3:e armén hade anslutit sig till honom. Befälhavaren över de ryska styrkorna, Aleksej Kuropatkin, hade gjort upp planer för en liknande framryckning redan innan Port Arthur hade erövrats av japanerna.

### Ryssarna går till offensiv
Marinbasens fall tvingade dock Kuropatkin att påskynda förberedelserna innan Nogi hann sammanstråla med de övriga japanska arméerna. Moralen bland trupperna var låg efter det senaste årets bakslag och försörjningslinjerna med hemlandet var ytterst bristfälliga. Till exempel hade de första transporterna med vinterkläder inte anlänt till trupperna förrän i januari. De ryska styrkorna fick visserligen kontinuerligt förstärkningar, men kunde trots detta inte mäta sig kvalitativt med de stridsvana japanska soldaterna. För att den tänkta offensiven skulle lyckas planerade därför Kuropatkin att utnyttja sin överlägsenhet i kavalleri för att genomföra snabba räder mot järnvägslinjerna i japanernas bakre områden.
Operationen inleddes den 8 januari men oväntade sammanstötningar med japanska utposter resulterade i att överraskningsmomentet gick förlorat. När ryssarna väl var framme vid järnvägen drevs de snabbt undan av tillskyndande japanska trupper. Räden blev ett fiasko för ryssarna och resulterade endast till att varna japanerna om den planerade offensiven.
Nogis förband hade ännu inte anlänt till fronten innan Kuropatkin, den 25 januari, genomförde ett omfattande frontalanfall mot de japanska ställningarna vid Sandepu. Många ryska befälhavare motsatte sig dock beslutet och menade att de japanska flankerna utgjorde ett bättre anfallsmål. Offensiven misslyckades och den följande drabbningen kostade ryssarna 14 000 man. Den lilla terräng som erövrats återtogs sedan av japanerna under de följande dagarna.

## Slaget

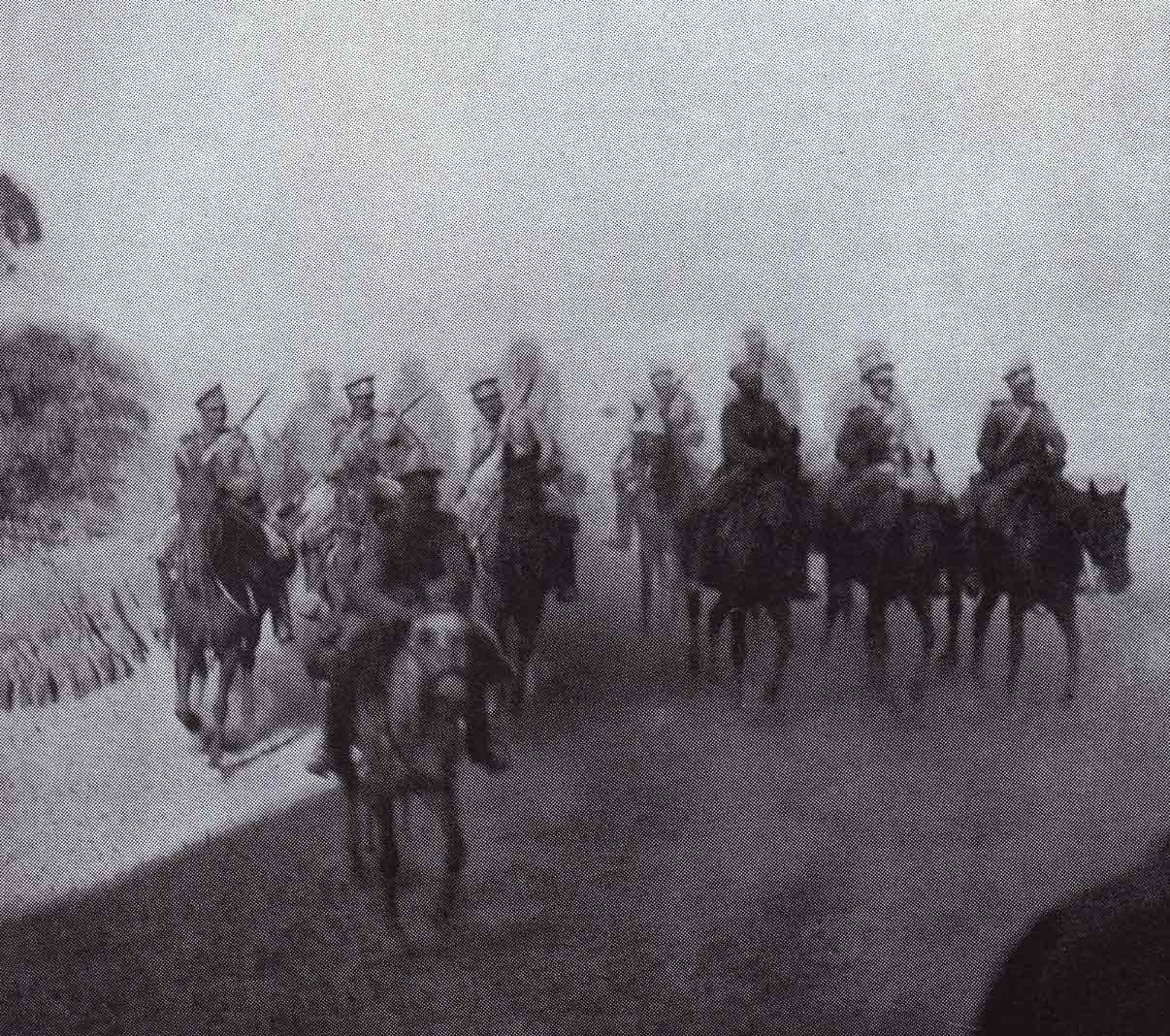
Ryska kavallerister under rekognosering i samband med striderna vid Mukden. Det ryska rekognoseringsarbetet uppvisade ofta stora brister och ses ofta som en av anledningarna till det ryska nederlaget.

Efter nederlaget drog sig ryssarna tillbaka söder om staden Mukden där de grävde ner sig längs en över 140 km lång front. Trots motgången hade Kuropatkin bestämt sig för att påbörja en ny offensiv så fort tillfälle gavs. Kuropatkin planerade att kringränna den japanska vänsterflanken med sin högra flygel och på så viss inringa och förinta en stor del av de japanska styrkorna.
De ryska planerna var dock resultatet av bristfällig rekognosering och innehöll felaktig information om den fientliga slagordningen. När ryssarna upptäckte att delar av Nogis trupper hade tagit ställning på den japanska högerflygeln antog de att hela 3:e armén befann sig på den flanken. I själva verket var Nogis trupper grupperade bakom 2:a armén på vänsterflanken, där ryssarna tänkte sätta in sitt anfall. Spaningsarbetet på den japanska sidan var även det bristfälligt och Oyama visste ingenting om att ryssarna planerade att gå till offensiv, utan var fullt upptagen med att planera sitt eget anfall.
Japanerna var tvungna att gå till anfall så fort som möjligt innan de frusna floderna smälte och försvårade framryckningen. Oyama planerade att tillintetgöra de numerärt överlägsna ryska styrkorna genom en dubbel omfattning. Den tänkta framryckningen underlättades betydligt av att Nogis 3:e armé till slut nådde fram till fronten efter en strapatsrik marsch.
Det första steget i offensiven var att den japanska högerflygeln skulle genomföra en framryckning i riktning mot Vladivostok. Den försvagade japanska centern skulle i sin tur rycka framåt i långsam takt. Dessa operationer var menade att binda upp den ryska vänsterflygeln och centern medan den japanska vänsterflygeln anföll den ryska högerflanken och fullbordade inringningen.
Oyama, som var väl medveten om den svåra situationen i hemlandet, menade vid ett krigsråd som hölls i Liaoyang den 20 februari, att, vid en eventuell seger, så skulle förföljandet av de slagna ryska förbanden vara av central betydelse. Japanerna var tvungna att åstadkomma så stora förluster bland de ryska trupperna att tsaren skulle tvingas till fredsförhandlingar. Företagets framgång var därför beroende av att större delen av den ryska armén tillintetgjordes.

### Japanerna går till anfall
Offensiven mot den ryska vänsterflanken inleddes den 23 februari. Anfallet började framgångsrikt, men den brutna terrängen i samverkan med det dåliga vädret saktade ner framryckningen. Den ryska numerära överlägsenheten börjades dessutom att ta ut sin rätt. De japanska trupperna var uttröttade efter de senaste dagarnas strider och avancemanget körde snart fast.
Ett ryskt motanfall  körde även det fast med begränsade resultat på grund av vädret. Följande dag återupptog japanerna sin framryckning och erövrade en del terräng bara för att hejdas vid den ryska huvudställningen.  Den japanska planen fungerade dock utmärkt och ryska förband skickades kontinuerligt för att förstärka centern, samtidigt som högerflanken på slättlandet gradvis tunnades ut. De stora förflyttningarna tröttade dessutom ut de ryska soldaterna.
Den 27 februari inledde japanerna ett omfattande artilleribombardemang av den ryska centernställningen. Trots att elden endast fick begränsade resultat så tärde den ständiga beskjutningen på de ryska soldaternas moral. Vad som var viktigare var att Kuropatkin övertygades att japanerna ämnade att sätta in sitt huvudanfall mot hans center.  Som ett resultat av förflyttningarna av trupper till centern från vänsterflygeln var den sistnämnda helt oförberedd för ett japanskt anfall.

### Fällan slår igen
I samverkan med bombardemanget av den ryska centern gick Nogis trupper till anfall mot vänsterflanken. Framryckningen började, liksom på den högra flanken, framgångsrikt och redan följande dag gjordes försök att kringgå den ryska flanken.
Efter att ha avancerat ohejdad i nära tre dagar började det uppstå problem för Nogi. De framryckande förbanden började lida brist på förnödenheter, vilket i samverkan med bristfälliga kartor tjänade till att ta musten ur offensiven. Avancemanget hade dessutom förlängt den japanska linjen, vilket gjorde den sårbar för motanfall.

Anfallet fick Kuropatkin att inse japanernas avsikter. Han samlade därför  ihop alla tillgängliga förband för en motoffensiv mot Nogis blottade flank. Det ryska anfallet skedde dock i fel riktning och stötte istället ihop med spetsarna av 3:e armén. De ryska trupperna, som nästan omringades av japanerna, var till slut tvungna att dra sig tillbaka.

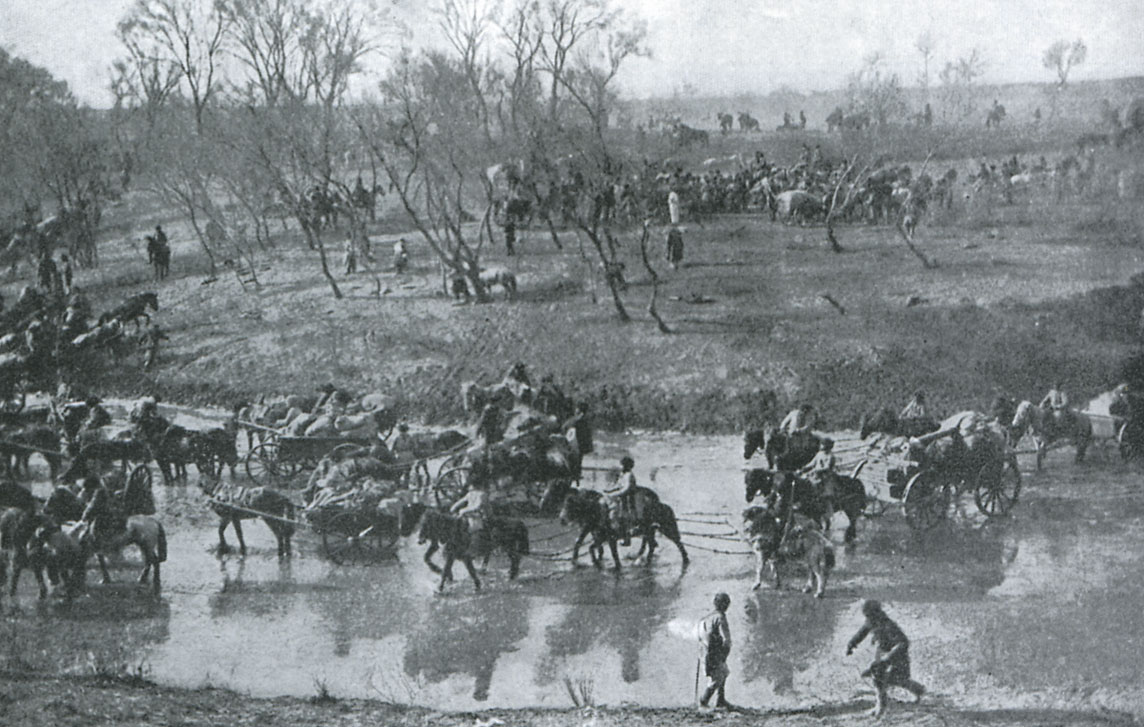
Ryska trupper på reträtt efter slaget. Kraftiga sandstormar och en tapper försvarsstrid av den ryska eftertruppen räddade de retirerande förbanden från total förintelse.

### Rysk reträtt
Kuropatkin var fortfarande motvillig att avsluta striderna, men insåg snart att ytterligare manspillan var meningslös. Då den japanska framryckningen längs hans högerflank inte gick att hejda hotades hela den ryska hären dessutom av total förintelse.
Han gav order därför order om att dra tillbaka armén bakom Hun. Innan de drog sig tillbaka sprängde ryska ingenjörstrupper järnvägsbron över floden. I en sista ansträngning att tillintetgöra de retirerande ryssarna gick japanerna till förnyad offensiv längs hela frontlinjen. I centern och på den vänstra flanken gav ryssarna vika för övermakten vilket hotade de övriga trupperna av att bli inringade.
Den ryska tillbakadragandet underlättades dock av sandstormar som gjorde ett förföljande av de retirerande förbanden omöjlig. De ryska eftertrupperna lyckades med nöd och näppe att täcka reträtten till priset av stora förluster och att man tvingades att lämna kvar många av de sårade. De uttröttade japanska styrkorna orkade inte med något utdraget förföljande utan nöjde sig istället med att besätta Mukden den 10 mars. Två dagar senare hade hela den ryska hären satt sig i säkerhet vid Tieling.

## Resultat och Följder
De ryska förlusterna uppgick till nära 70 000 döda och sårade medan ytterligare 20 000 hade tillfångatagits. Japanerna hade också lidit svårt med 16 000 döda och inte mindre än 60 000 sårade. Ryssarna hade visserligen besegrats men segern blev ingen avgörande framgång. Huvuddelen av de ryska trupperna hade kommit undan och de japanska förlusterna var betydligt svårare att ersätta i jämförelse med fiendens närmast outtömliga manskapsresurser. Till slut så skulle bli interna oroligheter samt flottans framgång vid Tshushima snarare än japanska segrar till lands som tvingade ryssarna till fredsförhandlingar.

### Webbkällor
- https://www.britannica.com/topic/Battle-of-Mukden
- http://warfarehistorynetwork.com/daily/military-history/bloodbath-at-mukden-imperial-russia-and-japan-collide/